# 앤서니 나테일
안소니 나테일 (Anthony Natale, 1967년 ~ ) 은 캐나다, 미국의 배우, 텔레비전 배우이다. 온타리오주에서 태어났다.

## 영화
- 나의 말을 지켜봐 - 어느 귀 먼 연예인들의 이야기 (2010년)
- 데이트 영화 (2006년)
- 소로리티 보이즈 (2002년)
- 프라임 타겟 (1998년)
- 홀랜드 오퍼스 (1995년) - 28살 콜 역
- 소리없는 사랑 (1989년)